# Stupeň B1042 Falconu 9
Stupeň B1042 Falconu 9 je první stupeň rakety Falcon 9 vyráběné společností SpaceX, jedná se o exemplář verze Block 4. Poprvé a naposledy tento první stupeň letěl v říjnu 2017, kdy do vesmíru vynesl telekomunikační družici Koreasat 5A. Po vynesení nákladu se první stupeň vrátil zpět a přistál na autonomní plovoucí plošině OCISLY.
Stal se tak prvním exemplářem Blok 4, který mířil na dráhu přechodovou ke geostacionární.

## Přehled letů
| Číslo použití | Datum startu (UTC) | Let číslo | Náklad      | Start | Místo startu | Přistání | Místo přistání | Poznámky |
| ------------- | ------------------ | --------- | ----------- | ----- | ------------ | -------- | -------------- | -------- |
| 1             | 30. října 2017     | 44        | Koreasat 5A |       | KSC LC-39A   |          | OCISLY         |          |